# Schloss Pompon Rouge (ścieżka dźwiękowa)
Schloss Pompon Rouge – ścieżka dźwiękowa nagrana przez Grzegorza Ciechowskiego do niemieckiego komediowo-erotycznego serialu o tym samem tytule. Album powstał i został wydany w roku 1991, czyli w roku premiery samego serialu.

## Lista utworów
1. „Schloss Pompon Rouge (Titelthema)” – 1:51
2. „Tension of Love” – 4:42
3. „Impertinent (Stimme Elisabeth Volkmann)” – 4:17
4. „Love Birds” – 2:28
5. „Nice Little Night” – 3:35
6. „During the Night” – 3:30
7. „Fanfare” – 2:06
8. „Oui Cherie, Encore (Stimme Elisabeth Volkmann)” – 4:49
9. „Contenance” – 2:33
10. „Castel De L’amour (Stimme Elisabeth Volkmann)” – 3:52
11. „Her Last Dance” – 2:04
12. „Schloss Pompon Rouge (Reprise)” – 1:51

## Utwory dodatkowe
Utwory z wydawnictwa pt. Grzegorz Ciechowski. Kolekcja (wersje robocze):
1. „Motyw 1" – 1:34
2. „Motyw 2" – 2:51
3. „Motyw 3" – 1:08
4. „Motyw 4" – 1:47
5. „Motyw 5" – 2:49